# Strange kvark
A strange kvark – bevett magyar neve a ritka kvark  – vagy s kvark (jele: s) a harmadik legkönnyebb a kvarkok közül, egyfajta elemi, az anyagot alkotó jelentős részecske. A ritka kvarkok megtalálhatók a hadronoknak nevezett szubatomi részecskékben. A hadronok tartalmaznak ritka kvarkokat valamint kaonokat (K), ritka D mezonokat (Ds), szigma barionokat (Σ), és más ritka részecskéket. Ez, valamint a bájos kvark (c) az anyag második generációs elemei, elektromos töltése {\displaystyle -1/3} {\displaystyle e^{-}}, és a puszta tömege 70-130 MeV/{\displaystyle c^{2}} . Mint minden kvark, a ritka kvark is egy elemi fermion {\displaystyle -1/2}-es spinnel, és részt vesz mind a négy alapvető kölcsönhatásban: a gravitációs, elektromágneses, gyenge és az erős kölcsönhatásban. A ritka kvark antirészecskéje a ritka antikvark, ami csak annyiban különbözik tőle, hogy töltése ellentétes előjelű.
Az első ritka részecske, a kaon (részecske mely ritka kvarkot tartalmaz) 1947-ben volt felfedezve, de magának a ritka kvarknak a létezését (a le- és a fel kvarkkal együtt) 1964-ben Murray Gell-Mann és George Zweig feltételezte, hogy ezzel magyarázzák a hadronok Eightfold Way besorolási rendszerét . A ritka kvarkot a kísérletek során először a Stanford Linear Accelerator Center-ben figyelték meg 1968-ban.

## Története
A részecskefizika megalakulásától (a 20. század első fele), a hadronokat valamint a protonokat, neutronokat és a pionokat hitték elemi részecskéknek. Annak ellenére, hogy új hadronokat fedeztek fel, a "részecske-állatkert" pár részecskéből állt az 1930-as és 1940-es években, valamint több tucatból 1950-es években.
Egyes részecskék tovább élnek mint mások; az erős kölcsönhatásban részt vevő részecskék élettartama {\displaystyle 10^{-23}} másodperc, míg a gyenge kölcsönhatásban részt vevőké {\displaystyle 10^{-10}} másodperc. Ezen tényeket tanulmányozva Murray Gell-Mann (1953-ban) és Kazuhiko Nishijima (1955-ben) előálltak a "ritkaság" koncepciójával (Nishijima eta-töltésnek hívta, az éta mezon miatt (η)) amely magyarázta a hosszabb életű részecskék "ritkaságát". A Gell-Mann–Nishijima formula hozzásegítette a tudósokat ahhoz, hogy megismerjék a ritka bomlásokat.
A részecskék közt lévő kapcsolatok és a ritkaság nevezetű tulajdonság mögött álló fizikai alap mindmáig tisztázatlan. 1961-ben Murray Gell-Mann és Yuval Ne'eman (egymástól függetlenül) javasolta az Eightfold Way nevezetű hadron-besorolási rendszert (más megfogalmazásban: SU – íz szimmetria). Eme osztályozási rendszer a hadronokat izospin szerint osztályozta, de a rendszer bevezetésének fizikai háttere mindmáig tisztázatlan. 1964-ben, Gell-Mann és George Zweig (egymástól függetlenül) javasolták a kvark modellt, amely akkor a fel, le és ritka kvarkokból állt. A kvark modell magyarázta az Eightfold Way rendszert, de a kvarkok létezésére csak 1968-ban a Stanford Linear Accelerator Center-ben találtak bizonyítékot. A nagyon rugalmatlan szórási kísérletek azt mutatták, hogy a protonoknak is vannak alkotóelemei, és ez a három, protont alkotó részecske a magyarázat a kvarkokra, azok létezésére.
Eleinte az emberek vonakodtak azonosítani a három testet, mint kvarkot, inkább Richard Feynman leírását részesítették előnyben, de idővel a kvark teória vált elfogadottá.

## Lásd még
- Kvark

## Külső hivatkozások
- R. Nave: Quarks. HyperPhysics. Georgia State University, Department of Physics and Astronomy. (Hozzáférés: 2008. június 29.)
- A. Pickering. Constructing Quarks. University of Chicago Press, 114–125. o. (1984). ISBN 0226667995